# 赤井川車站
赤井川車站 （日语：／ Akaigawa eki */?）是一由北海道旅客鐵道（JR北海道）所經營的鐵路車站，位於日本北海道茅部郡森町，是JR北海道函館本線沿線的一個無人小站，位於大沼與森之間的函館本線主線上。赤井川車站屬於JR北海道函館支社的管理範圍，並由大沼車站代管。
名稱源自阿伊努語的「hure-pet」，意思為紅色的河流。

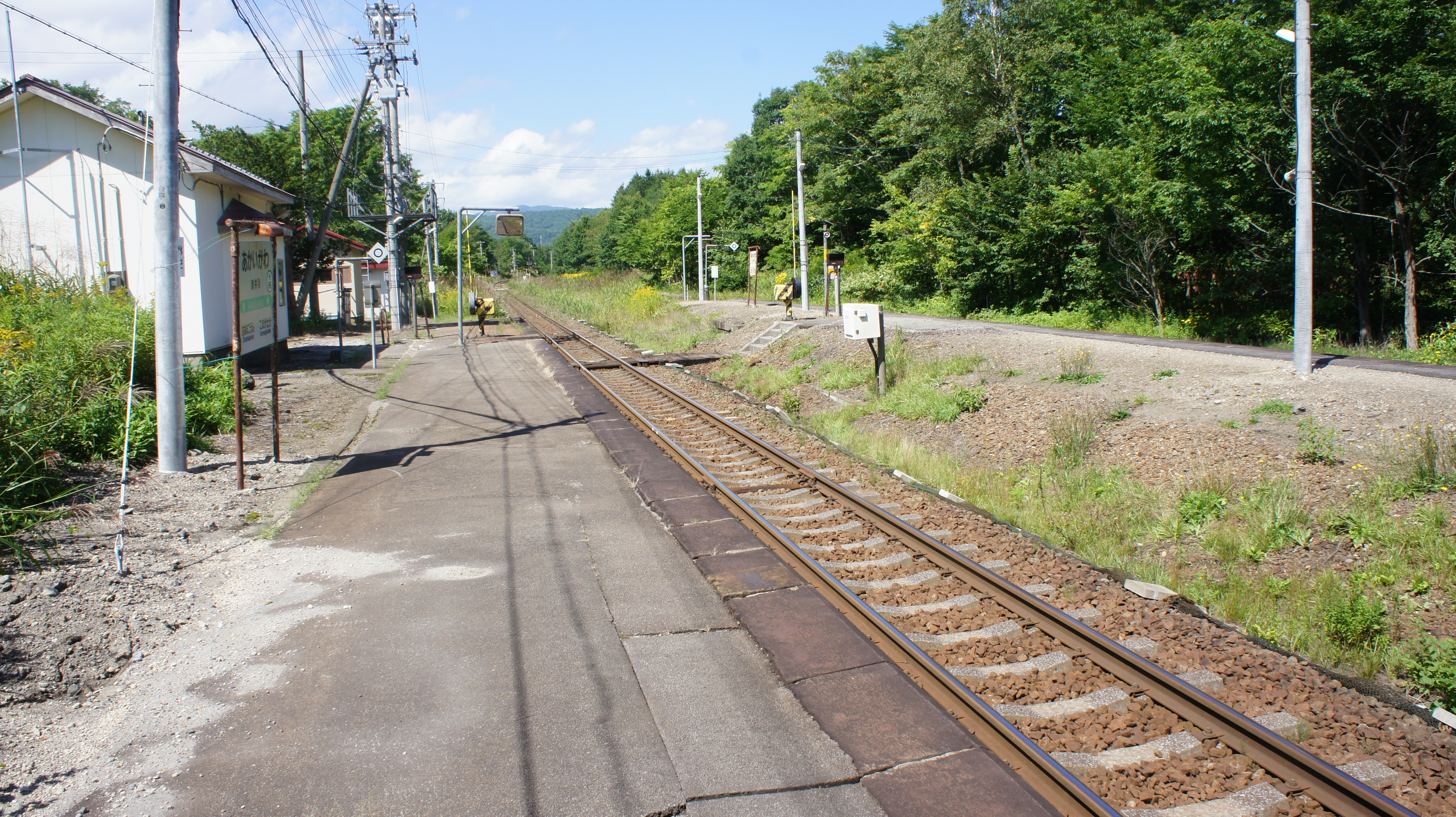
月台(2017年9月)

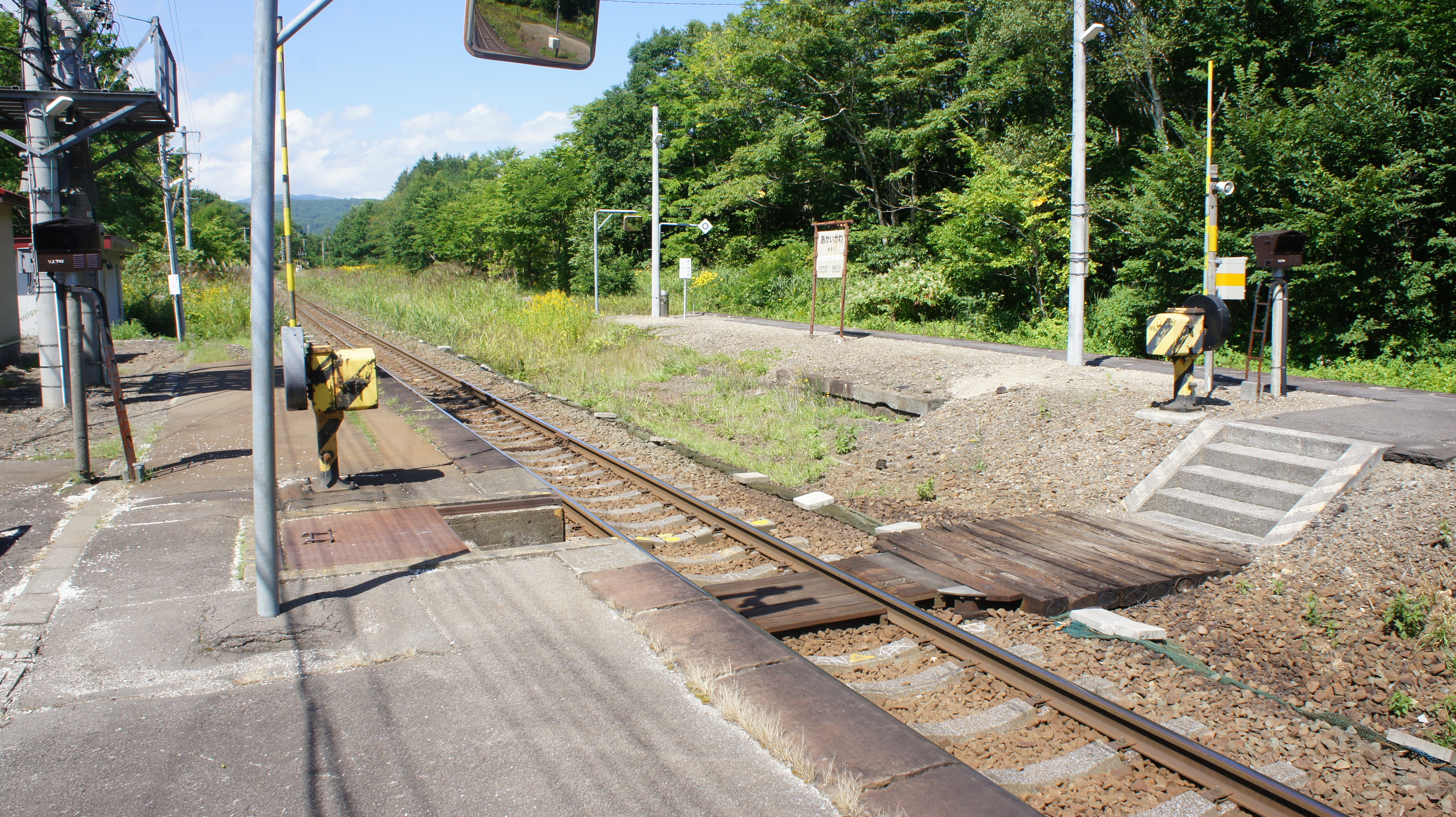
平交道(2017年9月)

## 車站構造
側式月台2面2線的地面車站。此站可進行列車交會。

## 相鄰車站
北海道旅客鐵道（JR北海道）
■函館本線（本線）
■特急「北斗」
通過
■普通
大沼公園（H67）－赤井川（H66）－駒岳（H65）

## 外部連結
- JR北海道赤井川站 （页面存档备份，存于）（日語）